# كأس الفيدرالية 1915–16
كأس الفيدرالية أو كأس فيدرالي (بالإيطالية: Coppa Federale 1915-1916) هي بطولة رسمية إيطالية أنشأها الاتحاد الإيطالي لكرة القدم موسم 1915–16 بديلة للدوري الايطالي بسبب الحرب العالمية الأولى.

## صيغة
وكان من المقرر أن تقام البطولة، على غرار البطولات في ذلك الوقت، في بطولات إقليمية تليها مرحلة وطنية. تم إنشاء خمس مجموعات، واحدة لكل منطقة باستثناء بييمونتي، التي كان لها مجموعتان. وسوف يشكل الفائزون بالمجموعات المجموعة النهائية التي ستتأهل إلى المجموعة النهائية للكأس.
البيانات التي تم جمعها هنا مستمدة من عمل (Il calcio e la Grande Guerra، 1916) لكارلو فونتانيلي ، الذي استعادها بدوره من منشورات مجلة Il Football في ذلك الوقت.